# Inmigración en Suecia
La inmigración en Suecia es el proceso por el cual la gente de distintas partes del mundo emigra al Reino de Suecia para residir en el país escandinavo. Muchos, pero no todos, se convierten en ciudadanos suecos. La gente ha estado emigrando a la zona geográfica de Suecia durante cientos de años, con tasas de inmigración y de países de origen que varían en el tiempo.
La inmigración ha sido una fuente importante de crecimiento de la población y el cambio cultural en la mayor parte de la historia de Suecia. Los aspectos económicos, sociales, y políticas de inmigración han causado controversia con respecto a la etnicidad, las prestaciones económicas, el empleo para los no inmigrantes, patrones de asentamiento, el impacto en la movilidad social ascendente, la delincuencia y el comportamiento electoral. Ya que el gobierno sueco no incluye datos sobre el origen étnico en sus estadísticas censales, no hay cifras exactas sobre el número total de personas de origen inmigrante en Suecia.
Sin embargo, a partir de 2010, 1,33 millones de personas o el 14,3% de los habitantes de Suecia nacieron en el extranjero. De éstos, 859.000 (9,2%) nacieron fuera de la Unión Europea y 477.000 (5,1%) nacieron en otro estado miembro de la UE. Suecia ha pasado de ser un país de emigración neta después de finalizar la Primera Guerra Mundial a un país de inmigración neta desde la Segunda Guerra Mundial en adelante. En 2009, la inmigración alcanzó su nivel más alto desde que comenzaron los registros con 102.280 personas emigrando a Suecia mientras que la población total creció en 84.335.
En 2010, 32.000 personas solicitaron asilo en Suecia, un aumento del 25% desde 2009, sin embargo el número de personas que recibieron asilo no aumentó debido a que el gran aumento se debió en parte a la de los nacionales de Serbia, a los cuales se les permite viajar sin una visa hacia Suecia. En 2009, Suecia tuvo el cuarto mayor número de solicitudes de asilo en la UE y el mayor número per cápita después de Chipre y Malta. Los inmigrantes en Suecia se concentran sobre todo en las zonas urbanas de Sueonia y Gotia y las cuatro mayores poblaciones de extranjeros nacidos en Suecia provienen de Finlandia, Yugoslavia, Irak e Irán.

## Historia

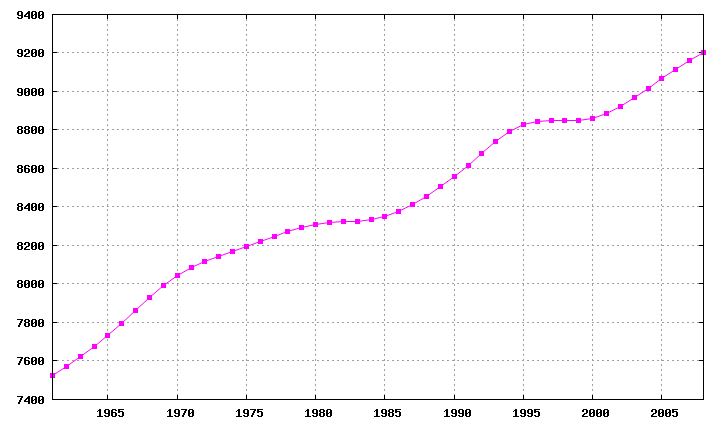
Demografía de Suecia entre el período 1961 - 2003. La población aumentó de 7.5 a 8.3 millones durante las décadas de 1960 y 1970. Tras una fase de estancamiento durante los primeros años de la década de 1980, la población creció más, de 8.3 a 8.8 millones durante el período 1987 - 1997, seguido por otra fase de estancamiento (luego seguido de otra fase de crecimiento de 8.8 a 9.3 millones más de 2004 a 2010).

### Segunda Guerra Mundial
La inmigración aumentó notablemente con la Segunda Guerra Mundial. Históricamente, la cifra de nacionalidades más numerosas de nacidos en el extranjero era la de alemanes étnicos, procedentes de Alemania y otros escandinavos de Dinamarca y Noruega. En poco tiempo, 70.000 niños de la guerra fueron evacuados de Finlandia, de los cuales 15.000 quedaron en Suecia. Además, muchos de los cerca de 7.000 judíos de Dinamarca que fueron evacuados a Suecia decidieron quedarse allí.
Una comunidad grande proveniente de los países bálticos (Estonia, Letonia y Lituania) llegó durante la Segunda Guerra Mundial.

### Período entre 1945 y 1967
Durante los años 1950 y 1960, la contratación de mano de obra inmigrante ha sido un factor importante de la inmigración. Los países nórdicos firmaron un acuerdo comercial en 1952, el establecimiento de un mercado de trabajo común y la libre circulación a través de las fronteras. Esta migración en los países nórdicos, especialmente desde Finlandia a Escandinavia, era esencial para crear la base tributaria necesaria para la expansión del sector público fuerte ahora característica de Escandinavia. Esto continuó hasta 1967, cuando el mercado laboral se saturó y Suecia introdujo nuevos controles de inmigración.
En una escala más pequeña, Suecia recibió refugiados políticos de Hungría y la antigua Checoslovaquia después de que sus países fuesen invadidos por la Unión Soviética en 1956 y 1968 respectivamente. Algunas decenas de miles de prófugos estadounidenses de la guerra de Vietnam en los años 1960 y 1970 también encontraron refugio en Suecia.

## Inmigración contemporánea
Desde la década de 1970, la inmigración en Suecia ha sido en su mayoría debido a la migración de refugiados y la reunificación de las familias de los países de Oriente Medio y América Latina.
En 2009, la inmigración alcanzó su nivel más alto desde que comenzaron los registros con 102.280 personas emigrando a Suecia mientras que la población total creció en 84.335. En 2010, 32.000 personas solicitaron asilo en Suecia, un aumento del 25% a partir de 2009, una de las cantidades más altas en Suecia desde 1992 y la guerra de los Balcanes. Sin embargo, el número de personas a las que se les concedió asilo se mantuvo igual que en años anteriores.
Durante el año 2010 la razón más común para emigrar a Suecia fue:
- Migrantes laborales (21%)
- Reunificación de la familia (20%)
- Emigrar bajo de las reglas de la UE / EES de libre circulación (18%)
- Estudiantes (14%)
- Refugiados (12%)[7]

### Asilo
En Suecia aproximadamente el 12% de sus 9.000.000 de habitantes son de origen extranjero y uno de cada cinco suecos es hijo de personas nacidas en otro país. Dentro de la Unión Europea, Suecia es el Estado que acoge la mayor proporción de inmigrantes respecto a su número de habitantes. Los refugiados políticos provenientes de países como Irán, Irak y los Territorios de Judea y Samaria constituyen el principal flujo inmigratorio.

## Demografía

### Población actual de los inmigrantes y sus descendientes
No hay cifras exactas sobre el origen étnico de los inmigrantes y sus descendientes en Suecia ya que el gobierno sueco no basa las estadísticas sobre el origen étnico. Esto sin embargo no se debe confundir con los orígenes nacionales de los migrantes que se están registrando.
En 2011, un estudio de Statistics Sweden mostró que alrededor del 27% o 2.500.000 habitantes de Suecia tenían un origen extranjero total o parcial y alrededor del 73% o 7.000.000 no tenían origen extranjero alguno. De estos habitantes, 1.427.296 personas que viven en Suecia nacieron en el extranjero. Además, 430.253 personas nacieron en Suecia de dos padres nacidos en el extranjero y otras 666.723 personas tenían un progenitor nacido en el extranjero (con el otro progenitor nacido en Suecia).

### Inmigración

Inmigrantes (rojo) y emigrantes (azul) en Suecia entre los años 1850 y 2007.

En 1998, había 1.746.921 habitantes de origen extranjero y sus descendientes (nacidos en el extranjero y los hijos de los migrantes internacionales) que componen alrededor del 20% de la población sueca. Alrededor de 1.216.659 o 70% procedían de Escandinavia y el resto de Europa y 530.262 o el 30% procedía del resto del mundo.
En 2011, la población total era de 9.482.855, aproximadamente el 15% de la población nació en el extranjero, el 5% de la población ha nacido en Suecia de dos padres nacidos en el extranjero, y otro 7% nació en Suecia de un padre nacido en el extranjero. Resultando en un 27% de la población sueca siendo de ascendencia parcialmente extranjera.

### País de origen de las personas nacidas en el extranjero

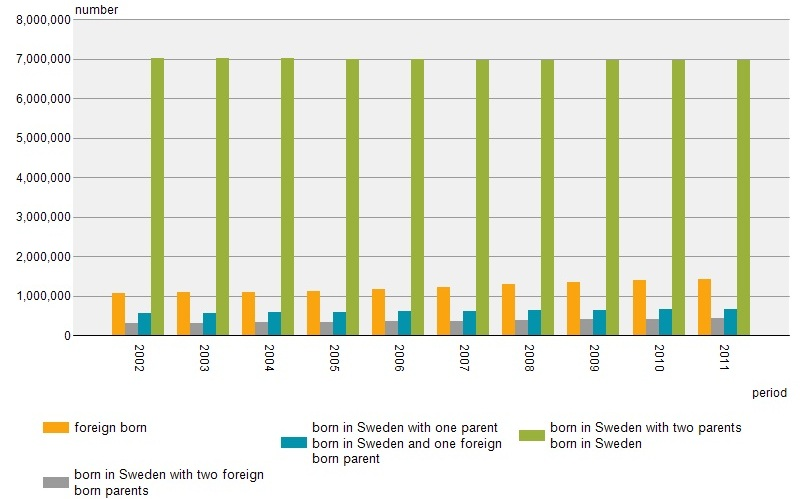
Población por ascendencia en Suecia 2002-2011.

| País                             | Varones | Mujeres | Población |
| -------------------------------- | ------- | ------- | --------- |
| Finlandia                        | 67.184  | 99.539  | 166.723   |
| Irak                             | 67.851  | 57.648  | 125.499   |
| Serbia y Montenegro              | 35,434  | 34,616  | 70,050    |
| Irán                             | 33,564  | 30,264  | 63,828    |
| Bosnia y Herzegovina             | 27,751  | 28,539  | 56,290    |
| Polonia                          | 21,449  | 28,069  | 49,518    |
| Alemania                         | 22,722  | 25,720  | 48,442    |
| Dinamarca                        | 24,007  | 20,944  | 44,951    |
| Turquía                          | 24,007  | 19,727  | 43,909    |
| Noruega                          | 18,904  | 24,154  | 43,058    |
| Somalia                          | 20,265  | 19,900  | 40,165    |
| Tailandia                        | 7,352   | 26,261  | 33,613    |
| Chile                            | 14,309  | 14,076  | 28,385    |
| China (excluyendo Hong Kong)     | 10,155  | 15,502  | 25,657    |
| Líbano                           | 13,543  | 10,851  | 24,394    |
| Siria                            | 11,507  | 10,850  | 22,357    |
| Reino Unido                      | 14,492  | 7,391   | 21,883    |
| Rumania                          | 10,104  | 10,912  | 21,016    |
| India                            | 9,476   | 9,146   | 18,622    |
| Estados Unidos                   | 9,340   | 8,415   | 17,755    |
| Afganistán                       | 10,589  | 6,900   | 17,489    |
| Rusia                            | 5,411   | 11,001  | 16,412    |
| Hungría                          | 7,705   | 7,736   | 15,441    |
| Vietnam                          | 6,973   | 8,202   | 15,175    |
| Etiopía                          | 7,380   | 6,934   | 14,314    |
| Grecia                           | 7,181   | 4,881   | 12,062    |
| Inmigrantes de otros países      | 183,166 | 175,837 | 359,003   |
| Total de la población inmigrante | 694,815 | 732,481 | 1,427,296 |

## Efectos de la inmigración

### En la demografía

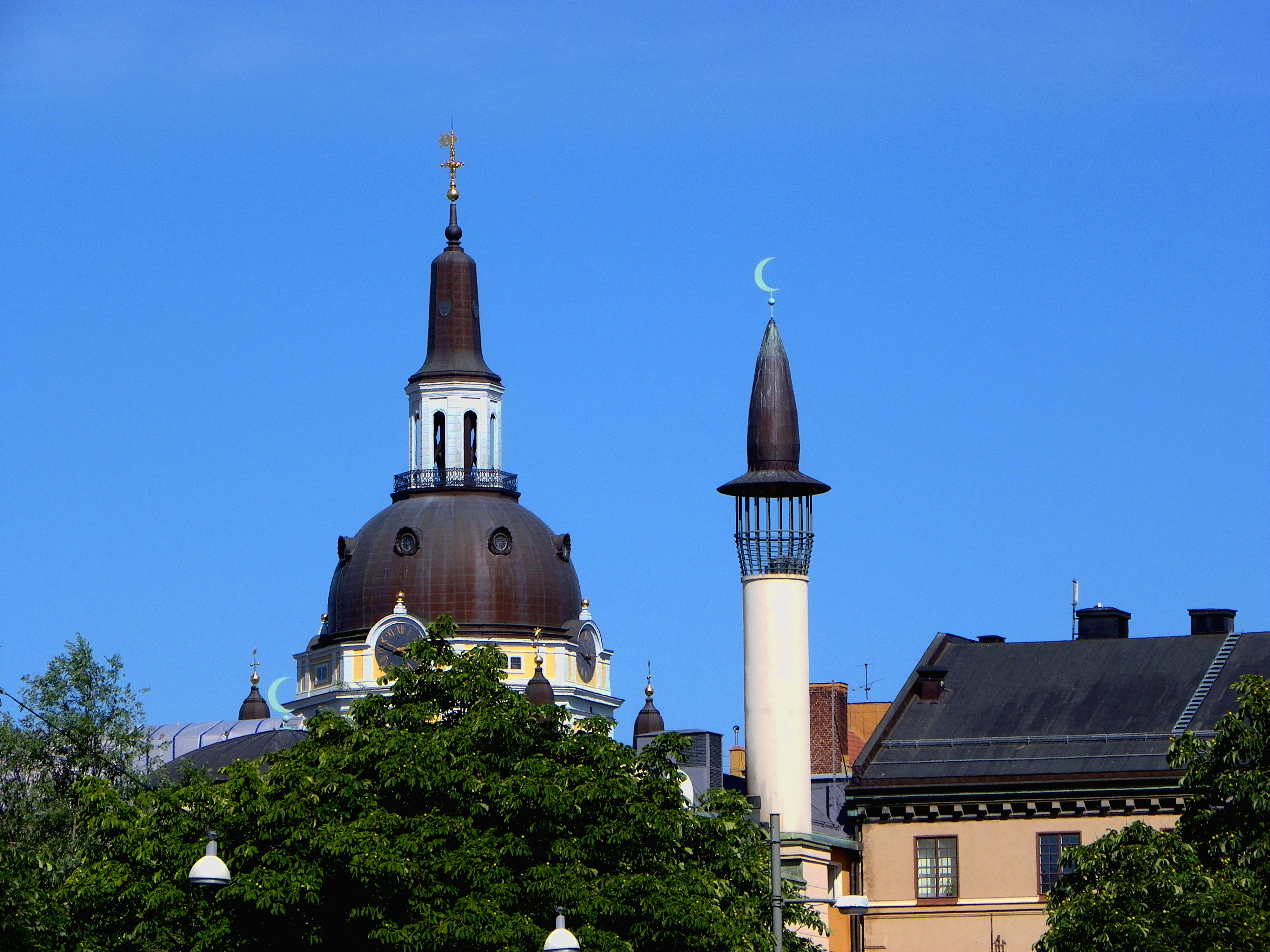
La Iglesia Katarina y el minarete de la Mezquita de Estocolmo cerca de Medborgarplatsen en Estocolmo.

La inmigración tiene un efecto significativo en la demografía de Suecia. Desde la Segunda Guerra Mundial, Suecia, al igual que otros países desarrollados, se ha convertido en un país con una tasa de fertilidad baja. Debido a las altas tasas de natalidad en los primeros años de la posguerra y el brusco declive de finales del siglo XX, Suecia tiene una de las poblaciones más envejecidas del mundo. En 2009, 102.280 inmigrantes entraron en Suecia, mientras que la población total creció en 84.335.
La alta tasa de inmigración, la baja fertilidad y la alta tasa de mortalidad está transformando gradualmente la nación sueca, que había sido homogénea, en un país multicultural. Los Demócratas de Suecia ha criticado las políticas actuales de inmigración del país, alegando que pueden suponer una grave amenaza demográfica para Suecia en el futuro. Se espera que la minoría musulmana en Suecia crezca de 5% a 10% en 2030.

### Crimen
Los inmigrantes sobresalen en las estadísticas de criminalidad de Suecia. En un estudio realizado por el Consejo Nacional Sueco para la Prevención del Delito entre 1997 y 2001, el 52% de los casi 1 520 000 delitos resultaron ser cometidos por personas nacidas en el extranjero y casi el 38% fueron cometidos por personas nacidas en Suecia de origen extranjero. En el estudio se encontró que los inmigrantes poseen hasta seis veces más probabilidades de ser investigados por crímenes, robos u homicidios que los propios suecos étnicos. Además, los inmigrantes eran tres veces más propensos a ser investigados por asalto armado, y ocho veces más de ser investigado por delitos sexuales. Los del norte de África y Asia occidental fueron sobrerrepresentados.
Según Dagens Nyheter en 2017, al menos el 90 % de todos los asesinatos e intentos de asesinato relacionados con armas en Suecia son cometidos por inmigrantes o por personas con al menos un padre inmigrante, el 94,5 % de todos los miembros de Las bandas criminales de carrera en Estocolmo son inmigrantes o tienen al menos un padre inmigrante.